# Kry (album)
Kry je osmé řadové hudební album skupiny Už jsme doma z roku 2018, které nese 8 písniček. Do té doby nejkoncepčnější album skupiny bylo vydáno po osmi letech od posledního řadového alba Jeskyně a ke křtu došlo 8. září na Špicberkách.

## Téma a textové zpracování
Album, jehož tvorbu a texty složil Miroslav Wanek, má monotematické zaměření a ze všech dosavadních alb skupiny vytváří nejprokomponovanější, nejkoncepčnější celek, v kterém se originální poezie, jak je u Už jsme doma obvyklé, organicky propojuje s hudební formou. Sám Wanek o albu mluví jako o tematickém a tento rozdíl vysvětluje tím, že zatímco předchozí alba svázala ústředním tématem již existující písničky, tak toto album je první, kde je to naopak a nejprve vzniklo téma a teprve potom následovala realizace toho tématu.
Jednotlivé písničky vytváří přes svou lyričnost de facto dramatický oblouk, čímž se toto album odlišuje od všech předchozích alb skupiny. Téma a textové zpracování je velmi silné a autor vidí v ledových krách více významů. Kra v rámci alba představuje lidské osudy a jejich pomíjivost nebo cyklus koloběhu života a sounáležitost člověka s tím, co převzal a co nakonec po svém životě musí odevzdat zase dál. Wankova geniální přirovnání v písnich zakódovávají lidské slabosti. Album je dle autora budíkem pro posluchače, který mu může při poslechu alba připomenout, že je na tomto světě proto, aby svůj život naplnil něčím užitečným. Toto původní téma nosil autor v hlavě leta letoucí.
Později jej však s nově nastalou situací rozšířil i další, aktuální vhled a rozměr reflektovaný hlavně písní Smetí, ve kterém kry představují lidské životy mizející během probíhající uprchlické krize ve vlnách Středozemního moře tak rychle, že si toho nikdo nevšimne. Autor si tak všímá lhostejnosti, bezcitnosti a neempatie okolního prostředí a album je tak v podstatě jeho pomyslným protestem, „bouchnutím do stolu“ a politickou proklamací proti xenofobii, a také nastaveným zrcadlem okolní společnosti. Cílem je, aby voda, v kterou se jednou my jako lidské kry proměníme, byla „pokud možno čistá a nikoli plná špíny nebo dokonce krvavá“. Dle vydavatelství Indies MG je poselství desky o zneužívání strachu, o předsudcích, o rozmáhající se lidské bezcitnosti a netečnosti k druhým, o varování před sedáním na lep „všem těm malým Hitlerům a Stalinům, kteří se derou k moci a neštítí se vůbec ničeho“. Wanek se tímto občanským vyjádřením svého postoje zařadil mezi politicky angažované rockové tvůrce jako je Peter Gabriel, Bono, Bob Geldof a další.
| „                               | Kry jsou pro Už jsme doma symbolem pomíjivosti, ale také zápasu s ní. Jsou i symbolem cyklu a návaznosti, vědomí sounáležitosti s tím co bylo, a s tím co bude, vědomí odpovědnosti při převzetí štafety, jejího poponesení a nakonec jejího předání. Album je také věnováno lidským krám, těm, které se bezmocně pohupují na vlnách Středozemního moře a tají tak rychle, že si toho ani nikdo nevšimne. Nikdo z nás nemá na světě neomezený čas, je tedy dobré tu cestu od odlomení ledovce, přes jeho pomalé odtávání až po poslední krystalek ledu, kterým se voda stane téměř neznatelně o trochu vlhčí, naplnit něčím užitečným. Album Kry není návodem, jak toho dosáhnout, je jen připomenutím, maličkým budíkem, který si můžete (ale nemusíte) dát večer pod polštář, abyste se nezapomněli probudit. | “ |
| — Miroslav Wanek při vkřtu alba | |   |

Wanek na bookletu alba uvádí transparentní, nesmírně emotivní, místy ostrou čtyřstránkovou proklamaci, v které vysvětluje inspiraci pro album. Album podle ní věnuje 71 uprchlíkům, kteří byli v roce 2015 nalezení udušení v nákladním autě u rakouského města Neusiedl am See.
| „                                 | Jejich jména, na rozdíl třeba od mrtvých z redakce Charlie Hebdo, nebyla nikdy zveřejněna, ani se nekonaly celosvětové tryzny či demonstrace (...) Dovede si kdokoli z těch fašistických, xenofobních okamurovců (v jiných zemích si dosaďte své zrůdy) a jejich sympatizantů (vč. současného českého presidenta) představit tu hrůzu dvoudenního postupného umírání uvnitř zamčeného rozpáleného vozu bez oken, tu bezmoc a zoufalství, křik malých dětí? | “ |
| — Miroslav Wanek na bookletu alba | |   |

Autor se podle vlastních slov vůči xenofobii vymezil kvůli svému naštvání s zděšení, jak moc je jí infikováno jeho okolí. Vycházel z přesvědčení, že elementární lidskost a solidarita s uprchlíky nemůže být zpochybňována a nejprve je potřeba člověku pomoct v tíživé životní situaci a teprve potom řešit v druhém kroku, který nijak nezpochybňuje, barvu pleti oběti nebo její náboženství. Wanek protestuje proti atmosféře strachu a nedůvěry, která má obhájit střílení do neozbrojených lidí, kteří potřebují pomoc. Zmíněná událost z Neusiedl am See pak už byla jen poslední kapkou, která ho neskutečně zasáhla i proto, že měl stejně staré děti jako ty, které ve voze našly svou smrt. Najednou to vypadalo, že je tu dvojí metr a jedna smrt může být důležitější a horší než smrt jiná.
I když jsou texty velmi silné, bez naléhavosti dravého, energického a rychlého hudebního projevu, který k Už jsme doma od začátku patří, by měly pouze poloviční účinek. Hudba se ale na desce s texty organicky propojuje.

## Hudba
Na albu je znát autorský rukopis Miroslava Wanka a album má typický rockový zvuk Už jsme doma, tentokrát ale méně „hutný“ a větší důraz je kladen na zpěv a texty. Wankův výrazně autorský zpěv zní jako důrazné volání apelující na lidskost a svědomí. Hudba tak vytváří spolu s textem velmi emotivní dojem.
Na albu se nachází několik aranžérských detailů, jako je pro Už jsme doma netradiční využití akustické kytary. Několik písní doplnil pozoun v podání hostujícího Radka Surynka. Společně s trubkou Adama Tomáška tak vznikly patřičně hutné dechy umocňující punkovou energii. Písně sceluje úderná baskytara, bicí a kytara, které nechávají naplno propuknout zpívaný projev.
Sám autor viděl hudební posun oproti předchozí tvorbě ve strukturách písní a ve způsobu uchopení vrstev a struktur, na druhou stranu album vycházelo z charakteristického stylu Už jsme doma. Ačkoliv měl Miroslav Wanek stále rád kontrasty uvnitř jedné písně, střihy nebo skoky, jaké byly známé z předchozích písní, tak toto album je neobsahovalo a písničky byly plynulejší. Autorovým plánem bylo napsat album krátkých jednoduchých písní, ale nakonec mu paradoxně z jeho práce vyšlo osm dlouhých a poměrně velmi složitých písniček.
Hudební forma se, jak je u Už jsme doma obvyklé, propojuje s originální poezií. Hudba je dravá a ostrá, ve výškách si pak trubka naléháním konkuruje zpěvu plného v dlouhých samohláskách emocí. Zpěv je v některých úsecích zdálnivě monotónní a kontrastuje s razancí refrénů, což je pro kapelu obvyklé, nicméně v tomto albu to díky potřebě vyjádřit se v rozbouřené době k aktuálnímu tématu ještě více získává na síle. Na albu není žádné kytarové sólo a tak jediným zdrojem melodie je mezi ritmickými nástroji právě zpěv a občas trubka. Ty pronikají hutnou rytmikou a strhávají na sebe pozornost vzdorujíc tvrdé baskytaře a každá nota má své místo.
První píseň Vločky album zahajuje hned nejsilnějšími hudebními znaky kapely: řízným punkově zabarvený projevem s proměnlivou dynamikou, zvukovou intenzitou i výrazem, s chytlavým refrénem a zdařile využitým kontrapunktem. Píseň pak vrcholí sborovým hymnem. Sólový pěvecký projev je na celém albu tradičně rockový a občas i folkově písničkářský. Na rozdíl od předešlých alb kromě písně Dým neobsahují Kry punkovou naštvanost až hysterii, přesto si udržely typickou zdobnou emocionální naléhavost. Album obsahuje oproti dřívější tvorbě o mnoho víc chytlavých libozvučných pasáží, které posluchače získávají svou bezelstnou srdečnou výpovědí.
| „                                  | Každá z osmi písní na novém albu UJD „Kry“ je vystavěna na svěžích hudebních a textových základech. Např. „Smetí“ skrývá dva kontrapunkticky vedené a barevně odstíněné vokální hlasy i bobtnající unisono dechů, „Cesta“ zní až chorálově, s krajkovím akustického piana a trubky, což evokuje rané Art Zoyd; závěrečné, titulní „Kry“ se postupně vzpínají a hromadí na minimalistické figuře až do výše babylonské věže („Kry svoje oči tiše klopí/že tají tají potají/A v myšlenkách se stále vrací/že jednou k břehu doplují//A že se opět vločkou stanou/která se v slunci vytratí/Poslední zhasne!/krami zazní/a ještě malé – malé šplouchnutí…“)! Vrchol podle mne představuje „Pád“; ten v tekutě proměnlivých riffech spojuje black-metal s punkem, přičemž tím vším se proplétá zpěvná melodie a ostrá trubka; ozve se dokonce i kytarová mezihra vonící Středomořím! A potom už jen závěrečná slova: „Dálka je chladivá/Otázek přibývá/Prázdnota volá/Nikdo neodolá/Ztratí se ve vlnách.“ | “ |
| — Jan Hocek v recenzi na Jazzportu | |   |

## Vydání a skladby
Všechny skladby napsal(i) Miroslav Wanek. 
| MP3 verze, FLAC verze (vydání: 07. září 2018, Indies MG) | MP3 verze, FLAC verze (vydání: 07. září 2018, Indies MG) | MP3 verze, FLAC verze (vydání: 07. září 2018, Indies MG) |
| Pořadí                                                   | Název                                                    | Délka                                                    |
| -------------------------------------------------------- | -------------------------------------------------------- | -------------------------------------------------------- |
| 1.                                                       | Vločky                                                   | 7:05                                                     |
| 2.                                                       | Praskání                                                 | 5:56                                                     |
| 3.                                                       | Smetí                                                    | 7:26                                                     |
| 4.                                                       | Pád                                                      | 6:36                                                     |
| 5.                                                       | Cesta                                                    | 5:45                                                     |
| 6.                                                       | Dým                                                      | 3:21                                                     |
| 7.                                                       | Věci                                                     | 4:32                                                     |
| 8.                                                       | Kry                                                      | 5:51                                                     |
| Celková délka:                                           | Celková délka:                                           | 46:32                                                    |

| CD verze (vydání: 2018, Indies MG) | CD verze (vydání: 2018, Indies MG) | CD verze (vydání: 2018, Indies MG) |
| Pořadí                             | Název                              | Délka                              |
| ---------------------------------- | ---------------------------------- | ---------------------------------- |
| 1.                                 | Vločky                             | 7:06                               |
| 2.                                 | Praskání                           | 5:56                               |
| 3.                                 | Smetí                              | 7:27                               |
| 4.                                 | Pád                                | 6:36                               |
| 5.                                 | Cesta                              | 5:45                               |
| 6.                                 | Dým                                | 3:20                               |
| 7.                                 | Věci                               | 4:31                               |
| 8.                                 | Kry                                | 5:50                               |
| Celková délka:                     | Celková délka:                     | 46:31                              |

| LP verze (vydání: 28. listopadu 2018, PHR Records), strana A | LP verze (vydání: 28. listopadu 2018, PHR Records), strana A | LP verze (vydání: 28. listopadu 2018, PHR Records), strana A |
| Pořadí                                                       | Název                                                        | Délka                                                        |
| ------------------------------------------------------------ | ------------------------------------------------------------ | ------------------------------------------------------------ |
| 1.                                                           | Vločky                                                       | 7:07                                                         |
| 2.                                                           | Praskání                                                     | 5:57                                                         |
| 3.                                                           | Smetí                                                        | 7:28                                                         |
| 4.                                                           | Dým                                                          | 3:21                                                         |

| LP verze, strana B | LP verze, strana B | LP verze, strana B |
| Pořadí             | Název              | Délka              |
| ------------------ | ------------------ | ------------------ |
| 1.                 | Pád                | 6:37               |
| 5.                 | Cesta              | 5:44               |
| 7.                 | Věci               | 4:32               |
| 8.                 | Kry                | 5:50               |
| Celková délka:     | Celková délka:     | 47:02              |

## Obsazení
Miroslav Wanek na desce hraje kytaru a klávesy a je autorem hudby i textů. Sestavu na desce doplňují na baskytaru Josef Červinka, na trumpetu Adam tomášek a na bicí Vojtěch Bořil, kteří vypomáhají i doprovodným zpěvem. Tuto současnou sestavu skupiny v několika písních doplnil ještě na pozoun host Radek Surynek. Za nezaměnitelným výtvarným zpracováním desky stojí tradičně nehrající člen skupiny Martin Velíšek.

## Vydání a křest
Osmé řadové album s 8 písněmi bylo vydáno po 8 letech od posledního řadového alba 7. září 2018, 100 let od vzniku Československa v roce 1918, a 70, resp. 50 let od neblahých let 1948 a 1968, a Indies MG poněkud žertovně dodává, že dokonce obsahuje jedno osmislabičné slovo. K tomu bylo pokřtěno 8. září, album je tak ve znamení osmiček, což je ale podle lídra kapely Miroslava Wanka v podstatě jen náhoda.
Album bylo vydáno ve formátu CD vydáno v září 2018 v nakladatelství Indies MG. Délka alba je 46:32 minut. Ke křtu a představení alba došlo 8. září při výpravě na Špicberky, ve městě Longyearbyen, kde je množství ledovců a kry zde tají v oceánu. Volbou místa křtu alba se tak propojil Wankůw osobní zájem o severské oblasti s celkovou koncepcí alba. Křest proběhl v longyearbyenském klubu Huset a přítomni byli i četní fanoušci skupiny. Následně byl také odehrán nejsevernější koncert skupiny v bývalém městě Pyramiden. Při výpravě natočil Jakub Čermák oficiální videoklip k písni Cesta z tohoto alba. V rámci křtu o den dříve 7. září proběhla přednáška českých vědců z Jihočeské univerzity na téma tání ledovců v důsledku globálního oteplování, kterou otevřel Miroslav Wanek, a vernisáž výstavy Martina Velíška, spolupracovníka kapely. Vše proběhlo v rámci festivalu oslavujícícho sto let od založení Republiky, který uspořádal český diplomat a sportovec Zdeněk Lyčka. Hned po návratu kapela navázala koncertním turné, 13. září v Praze, 15. v Teplicích, 18. na Kladně a 28. září v Českých Budějovicích.
3. prosince 2018 následovalo představení a křest vinylové verze alba, kterou vydalo nakladatelství PHR Records. Došlo k tomu během koncertu v pražském divadle Archa, který odstartovalo asi třičtvrtěhodinové vystoupení hosta, kapela Zuby nehty. Potom už následovala kapela Už jsme doma, která zahrála všechny písně z alba a Wanek mezi nimi publikum seznamoval s poselstvím alba. K samotnému křtu došlo v půli koncertu a aktu se účastnil i ředitel společnosti Humanitas Afrika, která usiluje o posílení vztahů a tolerance mezi Čechy a Afričany, Afrikatu Kofi Nkrumah.

## Hodnocení alba
Milan „Banán“ Trachta z pořadu Scéna s Banánem na Radiu Wave označil desku za „boží“ a vyjádřil radost, že i když se to dnes (září 2018) až tolik nenosí, tak se Miroslav Wanek nebál v bookletu velmi otevřeně vyjádřit své konzistentní názory, čímž dodal desce obrovskou váhu. Trachtovi se během pořadu třásl hlas v kontextu toho, že deska s tímto poselstvím byla vydána v době, kdy se například mezi českou veřejností hovořilo o přijmutí nebo odmítnutí 50 syrských dětských uprchlíků sirotků z válečné zóny. Poselství vyjádřené v bookletu je zakódováno i v jinotajích v textech písní na desce, které jsou podle Trachty pořád jedny z nejlepších, které pravděpodobně kdy kdo na české hudební scéně napíše.
Ondřej Bezr ve své recenzi na Lidovkách uvedl, že skupina si dala s novým albem načas, ale čekání se vyplatilo. Přineslo v lecčems jiné album s velmi působivým poselstvím, které je tentokrát dvojrozměrné a kromě obvyklého obecného lidského má i zcela konkrétní zacílení na oběti uprchlické krize a lidskou lhostejnost vůči těmto obětem, což je z textů zřejmé. V písních nejde v žádném případě o žádná prvoplánová prohlášení a posluchač musí v textech vyčíst všechny dotyky současné situace, v čemuž mu napomáhá i vysvětlení v proklamaci v bookletu. Přestože Wanek měl očividně velkou touhu „bouchnout“ v souvislosti s aktuálním děním „do stolu“, tak neporušil základní rys své tvorby psát pouze promyšlené, neimprovizované texty, což jedině umocní trvanlivost těchto písní. V souvislosti s tím, že Už jsme doma je jednou z hudebně nejoriginálnějších hudebních skupin, je podle vlastních slov Bezra paradoxní, že věnoval většinu recenze textům, nicméně je to tím, že téma a zpracování textů je natolik silné, že na sebe plně strhává pozornost. Hudbu by byla ale škoda si neposlechnout, jelikož přestože nese Wankův svébytný rukopis a nepřináší v tomhle ohledu nic „nového“, obsahuje nové „sestavy“ a u tak výrazného autora přitom nehrozí, že by kopíroval sám sebe.
Článek Divadelních novin zhodnotil, že Miroslav Wanek se tímto albem ve své dosavadní tvorbě dostal po textové stránce nejdál.
Jan Hocek v recenzi v Jazzportu zhodnotil obsah alba včetně politického sdělení jako nesmírně emotivní a album označil za výsostně politické v té nejčistší, umělecké formě. Trumpetista Adam Tomášek přinesl do sestavy už na albu Tři křížky, které v roce 2015 přineslo přepracování některých starších písní, novou kvalitu, která ještě více vynikla na albu Kry napsaném mu přímo na tělo. Album je podle Hocka místy natolik strhující, že se neubránil v recenzi nadčení, že slyší dokonce to nejlepší, co od Už jsme doma slyšel, a že ho o tom utvrdily další poslechy alba. Nadchla ho energie dechů v podání trubky a hostujícího pozounu, ale i projev kytary, bicích a baskytary, které dohromady úderně scelují písně a nechávají naplno proniknout sílu pěveckého projevu. Jan Hocek dal celkové hodnocení 100%, stejně jako u dílčích hodnocení zvuk, obal, hudba a texty.
Milan Tesař svou recenzi pro magazín Uni uzavírá zhodnocením: „Kry trvají standardní třičtvrtěhodinku. Přesto by se o nich daly psát disertace – o umění složit koncepční album; o umění dodržet jednotu tématu i stylu a přitom neuhnout od originální poetičnosti; o umění říct, co si myslím, aniž bych se zpronevěřil své umělecké minulosti a osobní integritě. Pro mne zatím česká deska roku.“ V další recenzi pro Katolický týdeník doplnil: „Kry od Už jsme doma jsou více než sbírkou písní a zároveň více než společenským manifestem. Jsou uměleckým ztvárněním hrůz, bezmoci a zoufalství, ale také naděje. Jsou pro mne nejsilnějším českým hudebním albem roku 2018.“
Ján Graus z Popular.sk ocenil výtvarné pojetí desky od Martina Velíška jako nádherné. Hudba už podle něj možná není tolik objevná a doslova nešokuje jako před třiceti lety, ale udržuje si ve světě své příznivce. Zběsilé bicí provázejí ostrou Wankovu kytaru, hutnou údernou basu a jasný projev trubky. Texty Wanek zpívá bravurně a bez zaváhání.

## Ocenění
V anketě Best Czech Vinyl Disk 2018 v kategorii velkých desek LP / mini LP se Kry umístily na třetím místě.
V českých rockových cenách Břitva 2018 získalo album třetí místo v kategorii Album roku: Alternativa & Noise rock.
Deska byla nominována také v anketě Album roku 2018 radia Proglas, v které se umístila mezi pěti nejlepšími.